# Sportclub Preußen 06 Münster 1976-1977
Questa voce raccoglie le informazioni riguardanti lo Sportclub Preußen 06 Münster nelle competizioni ufficiali della stagione 1976-1977.

## Stagione
Nella stagione 1976-1977 il Preussen Munster, allenato da Rudi Faßnacht, Günter Wellerdieck e Werner Biskup, concluse il campionato di 2. Bundesliga al 6º posto. In Coppa di Germania il Preussen Munster fu eliminato al primo turno dal Pirmasens.

## Rosa
| N. |                      | Ruolo | Calciatore          |
| -- | -------------------- | ----- | ------------------- |
|    | Germania (bandiera)  | P     | Dietmar Linders     |
|    | Germania (bandiera)  | P     | Gerhard Welz        |
|    | Germania (bandiera)  | P     | Ralf Zumdick        |
|    | Germania (bandiera)  | D     | Horst Angel         |
|    | Germania (bandiera)  | D     | Rolf Grünther       |
|    | Germania (bandiera)  | D     | Karl Heinz Krekeler |
|    | Germania (bandiera)  | D     | Dieter Meis         |
|    | Germania (bandiera)  | C     | Rolf Blau           |
|    | Germania (bandiera)  | C     | Jürgen Fleer        |
|    | Danimarca (bandiera) | C     | Heino Hansen        |

| N. |                     | Ruolo | Calciatore       |
| -- | ------------------- | ----- | ---------------- |
|    | Germania (bandiera) | C     | Edmund Kaczor    |
|    | Germania (bandiera) | C     | Wolfgang Loos    |
|    | Germania (bandiera) | C     | Roland Mall      |
|    | Germania (bandiera) | C     | Benno Möhlmann   |
|    | Germania (bandiera) | C     | Detlef zum Egen  |
|    | Germania (bandiera) | A     | Werner Fuchs     |
|    | Germania (bandiera) | A     | Volker Graul     |
|    | Germania (bandiera) | A     | Günter Karbowiak |
|    | Serbia (bandiera)   | A     | Ranko Petković   |
|    | Germania (bandiera) | A     | Klaus Wolf       |

## Organigramma societario
Area tecnica
- Allenatore: Werner Biskup
- Allenatore in seconda:
- Preparatore dei portieri:
- Preparatori atletici:

## Calciomercato

### Sessione estiva
| Acquisti | Acquisti        | Acquisti          | Acquisti |
| R.       | Nome            | da                | Modalità |
| -------- | --------------- | ----------------- | -------- |
| C        | Heino Hansen    | Slagelse          |          |
| A        | Volker Graul    | Arminia Bielefeld |          |
| P        | Dietmar Linders | Duisburg          |          |
| C        | Roland Mall     | Stoccarda         |          |
| A        | Alfred Seiler   | Pirmasens         |          |
| A        | Klaus Wolf      | Göttingen         |          |

| Cessioni | Cessioni          | Cessioni            | Cessioni |
| R.       | Nome              | a                   | Modalità |
| -------- | ----------------- | ------------------- | -------- |
| A        | Eckhard Deterding | Bonner              |          |
| D        | Werner Huber      | FV Biberach         |          |
| A        | Klaus-Dieter Jank | Stoccarda           |          |
| D        | Hans-Werner Moors | Arminia Bielefeld   |          |
| A        | Horst Pleyer      | Röchling Völklingen |          |

### Sessione invernale
| Acquisti | Acquisti | Acquisti | Acquisti |
| R.       | Nome     | da       | Modalità |
| -------- | -------- | -------- | -------- |

| Cessioni | Cessioni      | Cessioni          | Cessioni |
| R.       | Nome          | a                 | Modalità |
| -------- | ------------- | ----------------- | -------- |
| A        | Alfred Seiler | Kickers Offenbach |          |

## Risultati

### 2. Bundesliga

#### Girone di andata
| Arbitro: | Halfter |

|                        |           |                        |
| Lindner 70’ Boutry 71’ | Marcatori | 14’ Mall 29’ Karbowiak |

| Arbitro: | Kindervater |

|           |           |  |
| Graul 78’ | Marcatori |  |

| Arbitro: | Kopka |

|                          |           |                      |
| Klausmann 22’ Gruler 34’ | Marcatori | 80’ Seiler 89’ Graul |

| Arbitro: | Gabriel |

|                                                                 |           |  |
| Graul 17’ Seiler 21’, 88’ Möhlmann 22’ (rig.) Wolf 31’ Blau 60’ | Marcatori |  |

| Arbitro: | Hennig |

|  |           |                     |
|  | Marcatori | 63’ Wolf 85’ Kaczor |

| Arbitro: | Roth |

|                         |           |                                           |
| Kaczor 55’ Grünther 72’ | Marcatori | 10’, 15’ Nabrotzki 70’ Berlau-Kirschstein |

| Arbitro: | Gathmann |

|          |           |                      |
| Kehr 62’ | Marcatori | 17’ (aut.) Kucharski |

| Arbitro: | Basedow |

|           |           |  |
| Graul 10’ | Marcatori |  |

| Arbitro: | Barnick |

|                               |           |                       |
| Speh 32’, 50’ Wallek 56’, 89’ | Marcatori | 49’ Möhlmann 59’ Wolf |

| Arbitro: | Pauly |

|                               |           |                                         |
| Fuchs 48’ (rig.) Grünther 67’ | Marcatori | 1’ (aut.) Loos 25’ Scheinert 58’ Herzog |

| Arbitro: | Ahlenfelder |

|  |           |                                              |
|  | Marcatori | 30’, 85’ Wolf 46’ Karbowiak 86’ (rig.) Fuchs |

| Arbitro: | Zuchantke |

|                                                |           |                       |
| Wolf 30’, 74’ Seiler 55’ Blau 60’ Petković 72’ | Marcatori | 36’ Sinnigen 57’ Bals |

| Arbitro: | Schön |

|                                    |           |  |
| Höfert 4’ Gerber 39’, 67’ Skov 63’ | Marcatori |  |

| Arbitro: | Niemann |

|                    |           |            |
| Graul 35’ Wolf 38’ | Marcatori | 26’ Mrosko |

| Arbitro: | Burgers |

|               |           |            |
| Wolf 10’, 90’ | Marcatori | 90’ Wunder |

| Arbitro: | Wichmann |

|            |           |              |
| Hammes 66’ | Marcatori | 28’ Möhlmann |

| Arbitro: | Eschweiler |

|          |           |              |
| Blau 59’ | Marcatori | 81’ Mattsson |

| Arbitro: | Jensen |

|              |           |                                   |
| Siekmann 89’ | Marcatori | 48’ Graul 65’ Hansen 87’ Petković |

| Arbitro: | Kaiser |

|          |           |  |
| Wolf 75’ | Marcatori |  |

#### Girone di ritorno
| Münster 26 dicembre 1976 20ª giornata | Preußen Münster | 0 – 0 referto | Wacker 04 Berlino | Preußenstadion (8 000 spett.)\| Arbitro: \| Eggert \| |
| Arbitro:                              | Eggert          |               |                   |                                                       |

| Arbitro: | Kohnen |

|         |           |              |
| Miß 61’ | Marcatori | 82’ Petković |

| Arbitro: | Halfter |

|                   |           |            |
| Petković 58’, 89’ | Marcatori | 70’ Zindel |

| Arbitro: | Heymann |

|                                   |           |              |
| van den Berg 76’ Nover 82’ (rig.) | Marcatori | 90’ Möhlmann |

| Arbitro: | Ahlenfelder |

|                                    |           |                                                 |
| Möhlmann 27’ Blau 44’ Petković 82’ | Marcatori | 20’ Hußner 65’ Genschick 86’ Schock 88’ Schäfer |

| Arbitro: | Wippker |

|                          |           |  |
| Hörster 28’ Fritsche 88’ | Marcatori |  |

| Arbitro: | Redelfs |

|              |           |              |
| Möhlmann 32’ | Marcatori | 86’ Baumanns |

| Arbitro: | Ohmsen |

|                     |           |                       |
| Eilenfeldt 12’, 74’ | Marcatori | 48’ Wolf 89’ Grünther |

| Arbitro: | Kohnen |

|                                                                |           |  |
| Petković 5’, 17’ (rig.), 68’ Graul 35’, 77’ Fleer 62’ Wolf 83’ | Marcatori |  |

| Arbitro: | Herrmann |

|                           |           |           |
| Rieländer 43’ Hermann 46’ | Marcatori | 28’ Graul |

| Arbitro: | Schön |

|          |           |          |
| Wolf 36’ | Marcatori | 56’ Goll |

| Arbitro: | Richter |

|                                              |           |                 |
| Bals 41’ Sinnigen 62’ Kacmierczak 84’ (rig.) | Marcatori | 9’ (rig.) Graul |

| Münster 1º aprile 1977 32ª giornata | Preußen Münster | 0 – 0 referto | St. Pauli | Preußenstadion (3 000 spett.)\| Arbitro: \| Roth \| |
| Arbitro:                            | Roth            |               |           |                                                     |

| Arbitro: | Horeis |

|                              |           |           |
| Mrosko 18’ Friederichsen 32’ | Marcatori | 29’ Graul |

| Arbitro: | Brückner |

|  |           |              |
|  | Marcatori | 29’ Krekeler |

| Arbitro: | Waltert |

|                                          |           |  |
| Möhlmann 8’, 24’ Wolf 75’ Graul 77’, 85’ | Marcatori |  |

| Arbitro: | Wippker |

|                              |           |                       |
| Wloka 30’ (rig.) Raschid 41’ | Marcatori | 25’ Möhlmann 28’ Wolf |

| Arbitro: | Bartnick |

|                       |           |                          |
| Grünther 28’ Wolf 62’ | Marcatori | 47’ Bittner 83’ Suchanek |

| Arbitro: | Assenmacher |

|          |           |                       |
| Lehr 39’ | Marcatori | 8’ Angel 86’ Petković |

### Coppa di Germania
| Arbitro: | Dellwing |

|                                                       |           |              |
| Cvijanovic 10’, 22’, 73’ Gentes 15’ Mainka 69’ (rig.) | Marcatori | 33’ Möhlmann |

## Statistiche

### Statistiche di squadra
| Competizione      | Punti | In casa | In casa | In casa | In casa | In casa | In casa | In trasferta | In trasferta | In trasferta | In trasferta | In trasferta | In trasferta | Totale | Totale | Totale | Totale | Totale | Totale | DR  |
| Competizione      | Punti | G       | V       | N       | P       | Gf      | Gs      | G            | V            | N            | P            | Gf           | Gs           | G      | V      | N      | P      | Gf     | Gs     | DR  |
| ----------------- | ----- | ------- | ------- | ------- | ------- | ------- | ------- | ------------ | ------------ | ------------ | ------------ | ------------ | ------------ | ------ | ------ | ------ | ------ | ------ | ------ | --- |
| 2. Bundesliga     | 43    | 19      | 10      | 6       | 3       | 44      | 20      | 19           | 5            | 7            | 7            | 29           | 32           | 38     | 15     | 13     | 10     | 73     | 52     | +21 |
| Coppa di Germania | -     | 0       | 0       | 0       | 0       | 0       | 0       | 1            | 0            | 0            | 1            | 1            | 5            | 1      | 0      | 0      | 1      | 1      | 5      | -4  |
| Totale            | 43    | 19      | 10      | 6       | 3       | 44      | 20      | 20           | 5            | 7            | 8            | 30           | 37           | 39     | 15     | 13     | 11     | 74     | 57     | +17 |

### Andamento in campionato
| Giornata  | 1 | 2 | 3 | 4 | 5 | 6 | 7 | 8 | 9 | 10 | 11 | 12 | 13 | 14 | 15 | 16 | 17 | 18 | 19 | 20 | 21 | 22 | 23 | 24 | 25 | 26 | 27 | 28 | 29 | 30 | 31 | 32 | 33 | 34 | 35 | 36 | 37 | 38 |
| --------- | - | - | - | - | - | - | - | - | - | -- | -- | -- | -- | -- | -- | -- | -- | -- | -- | -- | -- | -- | -- | -- | -- | -- | -- | -- | -- | -- | -- | -- | -- | -- | -- | -- | -- | -- |
| Luogo     | T | C | T | C | T | C | T | C | T | C  | T  | C  | T  | C  | C  | T  | C  | T  | C  | C  | T  | C  | T  | C  | T  | C  | T  | C  | T  | C  | T  | C  | T  | T  | C  | T  | C  | T  |
| Risultato | N | V | N | V | V | P | N | V | P | P  | V  | V  | P  | V  | V  | N  | N  | V  | V  | N  | N  | V  | P  | P  | P  | N  | N  | V  | P  | N  | P  | N  | P  | V  | V  | N  | N  | V  |
| Posizione | 7 | 5 | 6 | 1 | 1 | 3 | 6 | 2 | 7 | 9  | 6  | 5  | 7  | 5  | 4  | 4  | 4  | 4  | 3  | 4  | 3  | 3  | 4  | 5  | 5  | 6  | 6  | 6  | 6  | 6  | 7  | 7  | 8  | 7  | 6  | 8  | 7  | 6  |

Legenda:

Luogo: C = Casa; T = Trasferta. Risultato: V = Vittoria; N = Pareggio; P = Sconfitta.

### Statistiche dei giocatori
| Giocatore    | 2. Bundesliga | 2. Bundesliga | 2. Bundesliga | 2. Bundesliga | Coppa di Germania | Coppa di Germania | Coppa di Germania | Coppa di Germania | Totale   | Totale | Totale      | Totale     |
| Giocatore    | Presenze      | Reti          | Ammonizioni   | Espulsioni    | Presenze          | Reti              | Ammonizioni       | Espulsioni        | Presenze | Reti   | Ammonizioni | Espulsioni |
| ------------ | ------------- | ------------- | ------------- | ------------- | ----------------- | ----------------- | ----------------- | ----------------- | -------- | ------ | ----------- | ---------- |
| H. Angel     | 7             | 1             | 0             | 0             | 0                 | 0                 | 0                 | 0                 | 7        | 1      | 0           | 0          |
| R. Blau      | 24            | 4             | 2             | 0             | 1                 | 0                 | 0                 | 0                 | 25       | 4      | 2           | 0          |
| D. Egen      | 1             | 0             | 0             | 0             | 0                 | 0                 | 0                 | 0                 | 1        | 0      | 0           | 0          |
| J. Fleer     | 17            | 1             | 2             | 0             | 1                 | 0                 | 0                 | 0                 | 18       | 1      | 2           | 0          |
| W. Fuchs     | 30            | 2             | 0             | 0             | 0                 | 0                 | 0                 | 0                 | 30       | 2      | 0           | 0          |
| V. Graul     | 32            | 13            | 3             | 0             | 1                 | 0                 | 0                 | 0                 | 33       | 13     | 3           | 0          |
| R. Grünther  | 38            | 4             | 8             | 0             | 1                 | 0                 | 0                 | 0                 | 39       | 4      | 8           | 0          |
| H. Hansen    | 26            | 1             | 1             | 0             | 0                 | 0                 | 0                 | 0                 | 26       | 1      | 1           | 0          |
| E. Kaczor    | 14            | 2             | 0             | 0             | 1                 | 0                 | 0                 | 0                 | 15       | 2      | 0           | 0          |
| G. Karbowiak | 30            | 2             | 0             | 0             | 1                 | 0                 | 1                 | 0                 | 31       | 2      | 1           | 0          |
| K. Krekeler  | 38            | 1             | 4             | 0             | 1                 | 0                 | 1                 | 0                 | 39       | 1      | 5           | 0          |
| D. Linders   | 26            | 0             | 0             | 0             | 0                 | 0                 | 0                 | 0                 | 26       | 0      | 0           | 0          |
| W. Loos      | 18            | 0             | 2             | 1             | 1                 | 0                 | 0                 | 0                 | 19       | 0      | 2           | 1          |
| R. Mall      | 33            | 1             | 2             | 0             | 0                 | 0                 | 0                 | 0                 | 33       | 1      | 2           | 0          |
| D. Meis      | 14            | 0             | 2             | 0             | 0                 | 0                 | 0                 | 0                 | 14       | 0      | 2           | 0          |
| B. Möhlmann  | 38            | 9             | 6             | 0             | 1                 | 1                 | 0                 | 0                 | 39       | 10     | 6           | 0          |
| R. Petković  | 25            | 10            | 2             | 0             | 0                 | 0                 | 0                 | 0                 | 25       | 10     | 2           | 0          |
| A. Seiler    | 17            | 4             | 2             | 0             | 1                 | 0                 | 0                 | 0                 | 18       | 4      | 2           | 0          |
| G. Welz      | 12            | 0             | 0             | 0             | 1                 | 0                 | 0                 | 0                 | 13       | 0      | 0           | 0          |
| K. Wolf      | 38            | 17            | 2             | 0             | 1                 | 0                 | 0                 | 0                 | 39       | 17     | 2           | 0          |
| R. Zumdick   | 0             | 0             | 0             | 0             | 0                 | 0                 | 0                 | 0                 | 0        | 0      | 0           | 0          |